# Жеги
Жеги — деревня в Опочецком районе Псковской области России. Входит в состав Звонской волости.
Расположена  у правого берега реки Великая, в 42 км к югу от города Опочка и в 9 км к юго-западу от деревни Лобово.
Численность населения по состоянию на 2000 год составляла 10 человек, на 2012 год — 3 человек.
До 2005 года деревня входила в состав ныне упразднённой Лобовской волости с центром в д. Лобово.